# 当兵的人
《當兵的人》是中國一首軍旅歌曲，由王晓岭作词，藏云飞、刘斌作曲，劉斌演唱，创作于1994年。

## 大事记
- 1995年8月1日，该曲获中国人民解放军总政治部颁发的第四届文艺大奖和九十年代战士最喜爱的军旅歌曲特别特别奖以及一九九五年全军优秀队列歌曲奖。
- 1996年7月，该曲获得全国第一届“军神杯”军旅歌曲大赛专业组作品金奖。
- 1997年，该曲获九十年代观众最喜爱的电视歌曲作曲奖。
- 1999年和2009年，该曲兩度被选为国庆阅兵及礼仪用曲之一。[1]
- 2001年，该曲获中国音乐金钟奖声乐作品组银奖。